# 十万大山
十万大山，亦名分茅岭，是中国广西西南部的一座山脉，东北——西南走向，东北起于钦州，西南在宁明县抵达中国和越南边境，分布于钦州、防城、上思和宁明等地，长100多公 里， 宽30－40公里，总面积达2600平方公里。平均海拔700－1000米，也有不少超过1000米的高峰。
十万大山主峰位于上思县南部鸡笼隘附近的莳良岭，海拔1462米。 山脉轴部地层以三迭系陆相砂岩、泥岩和砾岩为主、北翼为侏罗系砂岩、砾岩，南翼主要为 印支期花岗斑岩和花岗岩。喜马拉雅运动受到花岗岩侵入的影响，发生挠曲作用，形成重迭 的单斜山。西北坡平缓，东南坡陡峭。山势雄伟，脊线明显，山坡有海拔700米及500米两级 古夷平面，这是新构造运动的间歇性上升形成的。在海拔1200米以上的山地，几乎每年均可见到冰。南坡的防城，处于迎风坡地带，以及山地的抬升作用，降水量丰富， 如那梭年降水量多达3700毫米，是广西年降水量最多的地方；而北坡的上思和宁明两县处于 背风坡，年降水量较少，如上思县城年降水量只有1119毫米。河流沿山地两侧发育，形成典型的梳状水系。
上思县在辖境内设有十万大山森林公园，为著名的旅游景点。

## 文艺作品
- 萧鼎的小说《诛仙》中同样使用了“十万大山”来形容南疆群山。